# M.K. 22
《M.K. 22》(מ.ק.22)는 Bip에서 방송되었던 이스라엘의 애니메이션이다. 1시즌 10부작으로 방송되었으며, 텔레비전 아카데미 상을 수여받은 적 있다.

## 제작 및 특징
2001년부터 기획되었으며, 작가 도론 츠르와 야론 니스키가 군 복무 생활 중의 경험을 바탕으로 제작되었다. 니스키와 츠르는 이 프로그램을 제작하기 이전 《펭귄의 편차》(סטיות של פינגווינים)라는 만화의 제작에 참여하기도 했다.
둥근 선을 쓰지 않고 물체와 캐릭터들은 각진 선으로 표현되었다. 헬멧과 자동차 바퀴만 둥근 형태이며, 태양, 달 등의 본래 둥근 모양이었던 자연물들은 사각형으로 그려진다.
원래 이스라엘의 풍자 영화 《할튼 힐이 대답하지 않는다》(גבעת חלפון אינה עונה)의 스타일, 소재와 《사우스 파크》의 노골적인 유머를 사용할 것으로 기획되었으며 노골적인 유머를 사용한 매체를 방송한 다른 애니메이션 작품들인 《퓨처라마》와 《심슨 가족》의 영향을 받기도 했다.
간혹 매스컴에서 최초의 순수 히브리어로 만들어졌거나, 이스라엘의 애니메이션 시리즈로 소개되었지만 그 이전에 방송되었던 스톱모션 애니메이션인 《여우 이야기》와 《솔로몬 왕의 전설》 등이 있었기 때문에 사실이 아니다.

### 풍자
이스라엘의 문화와 풍조, 이스라엘군에 대해 거세게 비판하고 정치적 올바름을 깨는 유머를 사용한다. 또한 가공의 군사 기지 M.K.22에 다니는 두 명의 군인인 슬로미 하누카, 이타이 슐만의 이야기에 초점을 두며 등장인물들은 '아슈케나지 유대인은 너드이고, 미즈라히 유대인은 아라스다.' 등의 여러 민족과 이스라엘군에 대한 스테레오 타입으로 묘사하고 있다.

## 등장인물
- 슬로미 하누카 (성우: 대니 스텍) - 아라스 미즈라히 유대인 상병으로 여자들에게 인기가 많지만 사람들을 곤경에 빠뜨리게 하도록 생각하고 있다.
- 이타이 슐만 (성우: 하임야핌 바발랏) - 아슈케나지 유대인 출신의 상병. 하누카의 친구인 너드이며, 나쁜 일과 거짓말을 하는 것에 두려워 한다.
- 가브리엘 슈크론 하사 - 기지의 사령관으로 자신이 저지른 나쁜 일을 다른 사람의 탓으로 돌리고 비난한다.
- 미할 레빈슈타인 - 하반신이 마비되어 휠체어를 타는 장애인 여군.
- 아벳 아부자말 - 기지 근처에 사는 베두인 테러리스트.
- 아디수 - 에티오피아 출신의 경비대.
- 두두 타푸아흐 - 노동자를 착취하는 사업가이자, 건물주.
- 시모어 - 러시아계이며, 마약에 중독되어 있는 의사이다. 자신에 일에 대해 불만이 커서 항상 마약을 복용하는 버릇이 있다.
- 길리 라하브 나흐마니 - 무기력한 목소리의 기자.
- 노예 양 - 아벳이 노예로 쓰는 양들. 아벳의 테러 방법에 관한 교육에 길들여져 있다.
- 국방군 사령관

## 방송
케이블 채널 Bip에서 방송된 이후 채널 2에서 다시 방송되었지만 케셰트와 방송국들과의 분쟁을 피하기 위해 성소수자와 이에 대립하는 종교 단체를 다루는 에피소드인 제7화 '로봇 랍비'가 방송되지 않았다.

### 후속 프로그램의 제작
방송 이후 2004년 11월 Bip에서 애니메이션을 제작한 회사인 숏컷 플레이그라운드 사와 합의가 이뤄졌다. 2005년부터 시즌 1과 동일하게 Bip에서 방송하고 나서, 채널 2에 방송하는 것으로 기획되었으나 끝내 방영되지 못했다.
2010년 미국 버전의 새 시리즈가 제작되었으며 폭스 엔터테인먼트 그룹에서 발매될 것으로 발표되었으나 후에 전해졌던 소식은 제작사 숏컷 플레이그라운드의 공식 홈페이지 내의 제작 예정작 등록과 해당 페이지에 공개된 트레일러를 제외하고는 없었다.

### 내용주
1. ↑  Ars. 영미권 속어인 차브족과 대응하는 속어. 폭력적이고 저속하며 화려한 옷을 입은 하류층을 지칭한다.